# Evans Knoll
Der Evans Knoll ist ein größtenteils schneebedeckter Hügel im westantarktischen Ellsworthland, auf der Nordseite der Mündung des Pine-Island-Gletschers in die Pine Island Bay der Amundsen-See gelegen. Er befindet sich rund 17 km südwestlich des Webber-Nunataks und markiert das südwestliche Ende des Hudson-Gebirges.
Kartiert wurde der Hügel anhand von Luftaufnahmen, die von der United States Navy im Rahmen der Operation Highjump 1946–1947 erstellt wurden. Das Advisory Committee on Antarctic Names benannte ihn 1968 nach Donald J. Evans, der von 1960 bis 1961 in der Byrd-Station die Längstwellenemissionen der Hochatmosphäre untersucht hatte.
Am Evans Knoll arbeitete vom 11. Januar 2011 bis zum 14. Januar 2019 eine automatische Wetterstation der University of Wisconsin–Madison.